# نادي توبول
نادي توبول قوستاناي لكرة القدم ((بالقازاقية: Тобыл Футбол Клубы)‏) هو نادي كرة قدم في كازاخستان تأسس في 1967 يقع مقره في قوستاناي. يلعب في دوري كازاخستان الممتاز. يدربه حالياً أوماري تيترادزه.

## وصلات خارجية
- الموقع الرسمي